# Groupe écologiste (Sénat)
Pour les articles homonymes, voir groupe écologiste.
Le groupe écologiste, dénommé groupe écologiste – solidarité et territoires (GEST ou EST) depuis 2020, est un groupe parlementaire français du Sénat existant entre 2012 et 2017, puis recréé en 2020. Composé de seize membres depuis 2023, il a pour président Guillaume Gontard.

## Histoire
Ce groupe parlementaire est constitué le 11 janvier 2012, par une déclaration politique adressée au président du Sénat, Jean-Pierre Bel. Il comprend alors dix membres, cinq femmes et cinq hommes. En juin 2017, André Gattolin (Hauts-de-Seine) rejoignant le groupe La République en marche, le groupe passe à neuf élus, ce qui entraîne sa disparition. Par ailleurs, les élections sénatoriales s'étant déroulées en septembre 2017, six des neuf membres de l'ancien groupe ne sont pas réélus (il ne reste que Joël Labbé, Esther Benbassa et Ronan Dantec).
Le groupe est reconstitué en septembre 2020 sous le nom « groupe écologiste – solidarité et territoires » grâce à l'élection de six nouveaux sénateurs écologistes, à l'inclusion de trois autres sénateurs d'autres partis et au retour dans leur groupe des trois sénateurs cité plus haut.

## Présidence
| Nom                                                 | Dates             | Dates             | Parti | Parti     |
| --------------------------------------------------- | ----------------- | ----------------- | ----- | --------- |
| Jean-Vincent Placé - P                              | 11 janvier 2012   | 5 novembre 2015   |       | EÉLV      |
| Marie-Christine Blandin - VP                        | 11 janvier 2012   | juillet 2014      |       | EÉLV      |
| Jean-Vincent Placé - Co-P                           | 5 novembre 2015   | 15 février 2016   |       | EÉLV      |
| Corinne Bouchoux - Co-P                             | 5 novembre 2015   | 15 février 2016   |       | EÉLV      |
| Corinne Bouchoux - P                                | 15 février 2016   | 3 mai 2016        |       | EÉLV      |
| Jean Desessard - P                                  | 3 mai 2016        | 27 juin 2017      |       | EÉLV      |
| Corinne Bouchoux - VP                               | 3 mai 2016        | 27 juin 2017      |       | EÉLV      |
| Disparition du groupe de juin 2017 à septembre 2020 |                   |                   |       |           |
| Esther Benbassa - VP                                | 29 septembre 2020 | 15 septembre 2021 |       | EÉLV      |
| Guillaume Gontard - P                               | 29 septembre 2020 | en cours          |       | DVG, EELV |

D'abord présidé seulement par le sénateur de l'Essonne Jean-Vincent Placé, il est également coprésidé par la sénatrice du Maine-et-Loire Corinne Bouchoux de novembre à décembre 2015, puis par celle-ci après l'entrée de Jean-Vincent Placé au gouvernement, le 11 février 2016,. Le 3 mai 2016, Jean Desessard lui succède.

## Effectifs et dénominations
| Année    | Nom                                    | Abréviation                       | Membres | Évolution     | %    |
| -------- | -------------------------------------- | --------------------------------- | ------- | ------------- | ---- |
| 2012     | Écologiste                             | ÉCOLO (2012-2015) ÉCO (2015-2017) | 10      | Nv.           | 2,87 |
| 2014     | Écologiste                             | ÉCOLO (2012-2015) ÉCO (2015-2017) | 10      | en stagnation | 2,87 |
| 2017     | Le groupe n'est pas renouvelé          | Le groupe n'est pas renouvelé     | 0       | 10            | 0,00 |
| 2020     | Écologiste – solidarité et territoires | GEST                              | 12      | 12            | 3,45 |
| 2023     | Écologiste – solidarité et territoires | GEST                              | 17      | 5             | 4,89 |
| Fin 2023 | Écologiste – solidarité et territoires | GEST                              | 16      | 1             | 4,60 |

## Composition

### 2012-2017
| Département       | Nom                     | Parti | Parti |
| ----------------- | ----------------------- | ----- | ----- |
| Val-de-Marne      | Esther Benbassa         |       | EÉLV  |
| Maine-et-Loire    | Corinne Bouchoux        |       | EÉLV  |
| Loire-Atlantique  | Ronan Dantec            |       | EÉLV  |
| Paris             | Jean Desessard          |       | EÉLV  |
| Hauts-de-Seine    | André Gattolin          |       | EÉLV  |
| Morbihan          | Joël Labbé              |       | EÉLV  |
| Seine-Saint-Denis | Aline Archimbaud        |       | EÉLV  |
| Nord              | Marie-Christine Blandin |       | EÉLV  |
| Paris             | Leila Aïchi             |       | EÉLV  |
| Essonne           | Jean-Vincent Placé      |       | EÉLV  |

Logo du Groupe écologiste.

Le 17 juin 2012, Hélène Lipietz (Seine-et-Marne), entre au Sénat en remplacement de Nicole Bricq, nommée au gouvernement, et devient le 11e membre du groupe.
Le 22 juillet 2012, Kalliopi Ango Ela (Français établis hors de France), entre au Sénat en remplacement de Hélène Conway-Mouret, nommée au gouvernement, et devient le 12e membre du groupe.
Le 31 mars 2014, le Premier ministre Jean-Marc Ayrault remet la démission de son gouvernement, Nicole Bricq et Hélène Conway-Mouret ne sont pas reconduites ministres et retrouvent leur siège au Sénat, faisant retomber le groupe à 10 membres, dans sa composition initiale.
Jean-Vincent Placé (Essonne) quitte EÉLV en août 2015, crée son propre parti Écologistes ! (renommé ultérieurement Parti écologiste), mais reste membre du groupe écologiste. Il est président du groupe de sa fondation à février 2016, date à laquelle il entre au gouvernement et quitte son siège. Son départ fait tomber le nombre de sénateurs en dessous du seuil nécessaire à l’existence d'un groupe parlementaire au Sénat, menaçant la survie du groupe. Finalement, à quelques jours de la date limite, le sénateur socialiste Hervé Poher se rattache administrativement au groupe pour lui permettre de continuer à exister.
Leila Aïchi quitte le parti en 2015, et devient membre du MoDem en 2016, mais continue de siéger au sein du groupe écologiste. Candidate aux élections législatives de 2017, elle n'est pas élue et reste sénatrice.
En juin 2017, André Gattolin (Hauts-de-Seine) rejoignant le groupe La République en marche, le groupe passe à neuf élus, ce qui entraîne sa disparition. Hervé Poher retourne alors au groupe socialiste et républicain, Leila Aïchi rejoint le groupe UDI-UC tandis que les 7 derniers sénateurs écologistes (EÉLV, PÉ ou ÉCO) restent non-inscrits au sein du RASNAG.
| Département       | Nom                     | Parti | Parti |
| ----------------- | ----------------------- | ----- | ----- |
| Val-de-Marne      | Esther Benbassa         |       | EÉLV  |
| Maine-et-Loire    | Corinne Bouchoux        |       | EÉLV  |
| Loire-Atlantique  | Ronan Dantec            |       | EÉLV  |
| Paris             | Jean Desessard          |       | EÉLV  |
| Hauts-de-Seine    | André Gattolin          |       | EÉLV  |
| Morbihan          | Joël Labbé              |       | ÉCO   |
| Seine-Saint-Denis | Aline Archimbaud        |       | PÉ    |
| Nord              | Marie-Christine Blandin |       | ÉCO   |
| Pas-de-Calais     | Hervé Poher             |       | PS    |
| Paris             | Leila Aïchi             |       | MoDem |

À la suite du renouvellement de 2017, seuls Esther Benbassa, Ronan Dantec et Joël Labbé sont réélus, les autres ne s'étant pas représentés. Avec Guillaume Gontard, nouvel élu de l'Isère (DVG apparenté EELV), il n'y a plus que quatre écologistes au Sénat. Esther Benbassa et Guillaume Gontard se rattachent au groupe Communiste, citoyen, républicain et écologiste alors que Ronan Dantec et Joël Labbé se rattachent au groupe RDSE.

### 2020-2023
À la suite des élections sénatoriales du 27 septembre 2020, le groupe écologiste au Sénat peut se reconstituer sous le nom de « groupe écologiste – solidarité et territoires » (EST).
En effet six nouvelles sénatrices et sénateurs de tendance écologiste sont élus : Thomas Dossus, Raymonde Poncet, Jacques Fernique, Monique de Marco, Guy Benarroche et Daniel Salmon, tous membres d'Europe Écologie les Verts. L'autonomiste corse Paul-Toussaint Parigi fait également partie des élus à l'origine du groupe.
Le groupe peut se constituer en ralliant cinq autres sénateurs : Esther Benbassa et Guillaume Gontard, précédemment rattachés au groupe communiste, ainsi que Ronan Dantec et Joël Labbé, qui siégeaient dans le groupe RDSE, et enfin Sophie Taillé-Polian issue du groupe socialiste.
Paul-Toussaint Parigi, premier et seul sénateur nationaliste corse élu, rejoint le groupe renouvelé qui se veut plus ouvert sur la ruralité, ce qui porte à douze le nombre d'élus du groupe EST.
Le 29 septembre 2020, Guillaume Gontard, encarté à aucun parti, est élu président de groupe devançant Esther Benbassa d'EÉLV, également candidate. Cette dernière sera désignée vice-présidente. Esther Benbassa se dit « surprise » par ce vote où elle n'a pas recueilli la totalité des sept voix d'EÉLV.
Esther Benbassa accusée de management brutal, est exclue du groupe le 15 septembre 2021.
À la suite des élections sénatoriales du 26 septembre 2021, reportée de 2020 à 2021 en raison de la pandémie de Covid-19, Mélanie Vogel est élue sénatrice représentant les Français établis hors de France.
Élu députée,  Sophie Taillé-Polian démissionne le 3 juillet 2022 et est remplacé par Daniel Breuiller qui siège également au sein du groupe EST.
Composition avant le renouvellement des élections sénatoriales de 2023 :
| Département                     | Nom                           | Parti | Parti |
| ------------------------------- | ----------------------------- | ----- | ----- |
| Bouches-du-Rhône                | Guy Benarroche                |       | EÉLV  |
| Haute-Corse                     | Paul Toussaint Parigi         |       | FaC   |
| Gironde                         | Monique de Marco              |       | EÉLV  |
| Ille-et-Vilaine                 | Daniel Salmon                 |       | EÉLV  |
| Isère                           | Guillaume Gontard (président) |       | ECO   |
| Loire-Atlantique                | Ronan Dantec                  |       | T44   |
| Morbihan                        | Joël Labbé                    |       | ECO   |
| Rhône                           | Thomas Dossus                 |       | EÉLV  |
| Rhône                           | Raymonde Poncet               | EÉLV  |       |
| Bas-Rhin                        | Jacques Fernique              |       | EÉLV  |
| Val-de-Marne                    | Daniel Breuiller              |       | EÉLV  |
| Français établis hors de France | Mélanie Vogel                 |       | EÉLV  |

### 2023-2026
Lorsque les élections sénatoriales du 24 septembre 2023 ont lieu, le groupe écologiste au Sénat vise plusieurs circonscriptions et a pour objectif de féminiser et rajeunir un groupe peu paritaire. Grâce à plusieurs bons résultats locaux Europe Écologie Les Verts fait élire cinq sénateurs, dont trois à Paris contre une seule en 2017, depuis exclue du groupe (Esther Benbassa). Alors que le siège du Morbihan est perdu, les écologistes remportent un nouveau siège hors de France et un dans les Yvelines, tout en échouant de quelques voix dans le Nord et dans les Hauts-de-Seine. Si le parti perd son siège du Val-de-Marne, le soutien local au dissident socialiste Akli Mellouli permet de conserver une représentation de ce département, le sénateur ex-socialiste Grégory Blanc, officiellement soutenu par EELV, rejoint aussi le groupe. Le 26 septembre 2023, Guillaume Gontard est réélu président de groupe par 17 membres, le plus gros contingent de l'histoire du groupe.
Le sénateur autonomiste corse Paul-Toussaint Parigi quitte le groupe le 13 décembre 2023.
| Département                     | Nom | Nom                           | Parti | Parti       |
| ------------------------------- | --- | ----------------------------- | ----- | ----------- |
| Bouches-du-Rhône                |     | Guy Benarroche                |       | LÉ          |
| Gironde                         |     | Monique de Marco              |       | LÉ          |
| Ille-et-Vilaine                 |     | Daniel Salmon                 |       | LÉ          |
| Isère                           |     | Guillaume Gontard (président) |       | ÉCO         |
| Loire-Atlantique                |     | Ronan Dantec                  |       | T44         |
| Maine-et-Loire                  |     | Grégory Blanc                 |       | DVG         |
| Paris                           |     | Antoinette Guhl               |       | LÉ          |
| Paris                           |     | Yannick Jadot                 | LÉ    |             |
| Paris                           |     | Anne Souyris                  | LÉ    |             |
| Rhône                           |     | Thomas Dossus                 |       | LÉ          |
| Rhône                           |     | Raymonde Poncet               | LÉ    |             |
| Bas-Rhin                        |     | Jacques Fernique              |       | LÉ          |
| Val-de-Marne                    |     | Akli Mellouli                 |       | DVG         |
| Yvelines                        |     | Ghislaine Senée               |       | LÉ puis DVG |
| Français établis hors de France |     | Mélanie Vogel                 |       | LÉ          |
| Français établis hors de France |     | Mathilde Ollivier             | LÉ    |             |